# MYSTIC BALLAD Part 1
MYSTIC BALLAD Part 1는 다비치가 2013년 3월 4일에 발표한 선공개 싱글이다.

## 수록곡
1. 거북이
2. 거북이 (Inst.)

## 같이 보기
- MYSTIC BALLAD Part 2